# Chimarra atara
Chimarra atara is een schietmot uit de familie Philopotamidae. De soort komt voor in het Oriëntaals gebied.